# Gorenje (Lukovica)
Gorenje is een plaats in Slovenië en maakt deel uit van de gemeente Lukovica in de NUTS-3-regio Osrednjeslovenska. 